# Plain City (Ohio)
Plain City ist ein Village im Union County und im Madison County im US-Bundesstaat Ohio.
Das Dorf ist zugleich ein eigenes Erfassungsgebiet für die Volkszählung, die von dem United States Census Bureau durchgeführt wird. Dieses Gebiet umfasst eine Fläche von 4,7 km2 (1.8 sq mi). Die Bevölkerung lag bei der Volkszählung 2000 bei 2.832 Einwohnern.

## Geschichte
Das Dorf Plain City wurde im Jahr 1818 von Isaac Bigelow gegründet. Zu der Zeit wurde das Gebiet von Farmern besiedelt, darunter waren viele Deutsche.
Die Ortschaft erhielt 1851 auch einen Bahnhof von der Columbus, Indiana und Piqua Railroad (ging in der Pittsburgh, Cincinnati, Chicago and St. Louis Railroad auf). Die als Panhandle Route bekannt gewordene Hauptstrecke führt von Pittsburgh nach Chicago und St. Louis. In den 1920er-Jahren wurde der Bahnhof zu einer wichtigen Viehverladestation, von der die Schlachthöfe von Chicago beliefert wurden.
Durch das Dorf fließt der Big Derby Creek, der das Dorf schon einige Male überflutete. Die bislang größte Überschwemmung war 1959, die letzte größere 1997. Am 12. Juli 1966 wurde das Dorf nach über 50 Jahren wieder von einem Tornado heimgesucht, der großen Sachschaden anrichtete; so wurden im Pasttime-Park rund 100 große, zum Teil 150-jährige, Eichen umgeworfen oder beschädigt.